# 天道盟青峰會
天道盟青峰會，是臺灣三大犯罪組織之一的天道盟旗下的分會。

## 簡介
青峰會活動範圍在大台北地區、主要在汐止及台北市中山區一帶。在2002年3月，由綽號「青風」的張展碩依照其所屬的大哥莊學忠（已故；綽號：「聰仔、忠哥」。原藍鷹幫老大、在1999年受天道盟第二任盟主「圓仔花」鄭仁治邀請，加入天道盟文山會擔任顧問）指示，於台北市復興北路成立天道盟青峰會，並設立「廣毅國際公司」，在2005年3月，以汐止明峰街開設「驛展開發公司」作為據點，名為出租巴士、代銀行（當舖）協尋汽車，卻暗中從事暴力討債；更介入房地產仲介牟利。

## 人事和組織
- 會長：張展碩（綽號「青風」）
- 副會長：黃堯相